# Diploma de estudos na língua francesa
O DELF (do francês Diplôme d'études en langue française) é um certificado de língua francesa para não-nativos. É composto de quatro partes: compreensão oral,  compreensão escrita,  produção escrita e produção oral. É dividido em quatro níveis: A1, A2, B1, B2.
O Exame e recomendo para as pessoas que pensa em adquirir a nacionalidade francesa , mas tambem e feito pelos alunos do UP2A(Unidade educacional para alunos recém-chegados alófonos)

## Níveis

### DELF A1
Este nível avalia os primeiros conhecimentos da língua. Espera-se que o estudante saiba manter interações simples, podendo falar de si e de seu ambiente imediato.

### DELF A2
No DELF A2, o candidato é ainda avaliado no nível elementar, considerado com um ator social. Ele deve ser capaz de realizar tarefas simples do quotidiano. Ele pode usar as fórmulas de educação e de intercâmbia mais comuns.

### DELF B1
Neste ponto, considera-se o usuário independente. O candidato deve ser capaz de interagir, discutindo e dando a sua opinião e de lidar com situações imprevistas do cotidiano.

### DELF B2
No DELF B2, o candidato já deve ser independente o bastante para defender sua opinião através de argumentos, desenvolver seu ponto de vista e negociar. O candidato deve ter um domínio da língua que lhe permita corrigir seus próprios erros.

## Duração de cada seção
| Exame   | Comp. oral | Comp. escrita | Prod. escrita | Prod. oral            | Total   |
| DELF A1 | 15 min     | 30 min        | 30 min        | 5-7 min + 10 min prep | 75 min  |
| DELF A2 | 25 min     | 20 min        | 45 min        | 6-8 min + 10 min prep | 90 min  |
| DELF B1 | 25 min     | 35 min        | 45 min        | 15 min + 10 min prep  | 105 min |
| DELF B2 | 30 min     | 60 min        | 60 min        | 20 min + 30 min prep  | 150 min |